# Pic de Sanfons
De Pic de Sanfons is een berg in het noordwesten van Andorra. Hij bevindt zich op de grens tussen Andorra en Spanje en is bijna 3000 meter hoog. Hij behoort tot het massief van de Pic de Comapedrosa, de hoogste berg van Andorra. De Pic de Sanfons ligt op het grondgebied van het quart (dorp) Arinsal in de parochie La Massana.
Aan de voet van de Pic de Santfons en de Agulla de Baiau, net ten noordoosten ervan (rechtsboven op de afbeelding), ligt het meertje Estany Negre (onderaan).